# Le convenienze ed inconvenienze teatrali
Le convenienze ed inconvenienze teatrali (deutsch etwa: „Sitten und Unsitten der Leute vom Theater“) ist eine Opera buffa von Gaetano Donizetti, die in ihrer Urfassung als Einakter mit dem Titel Le convenienze teatrali am 21. November 1827 im Teatro Nuovo in Neapel uraufgeführt wurde. Später überarbeitete und erweiterte Donizetti die Oper um einen zweiten Akt und brachte sie mit dem neuen längeren Titel am 20. April 1831 am Teatro della Canobbiana in Mailand auf die Bühne.
Das Libretto stammt vom Komponisten und basiert auf den beiden gleichnamigen Einaktern Le convenienze teatrali und Le inconvenienze teatrali von Antonio Simone Sografi. Möglicherweise wurde Donizetti dabei von Domenico Gilardoni, dem Librettisten einiger seiner früheren Opern, unterstützt.
Die Oper wurde im 20. Jahrhundert teilweise in veränderter Form und unter diversen Ersatztiteln aufgeführt, unter anderem als Viva la Mamma!.

## Handlung
Die Oper spielt in einem Theater in der italienischen Provinz zur Zeit der Uraufführung, also in den 1820er Jahren oder um 1830, in der „Rossini-Epoche“. Die folgende Inhaltsangabe basiert auf dem Originallibretto der zweiaktigen Fassung von 1831; in manchen modernen Inszenierungen kann es zu inhaltlichen Abweichungen kommen.

### Erster Akt
Die Zuschauer befinden sich mitten in einer Probe der Opera seria Romulus und Ersilia. Die Primadonna Corilla drängt sich, mit Unterstützung ihres Mannes Procolo, ständig in den Vordergrund, während sich die anderen zurückgesetzt fühlen. Auch der Komponist und der Textdichter sind sich oft nicht einig. Der deutsche Tenor Guglielmo Antolstoinoloff hat Schwierigkeiten, sich mit seinem geradebrechten Italienisch verständlich zu machen und singt schrecklich abgehackt.
Da taucht auch noch Mamma Agata, die Mutter der zweiten Sängerin (seconda donna) Luigia, auf, und beginnt für die Rechte ihrer Tochter zu kämpfen. Als die Primadonna sich weigert, mit Luigia gemeinsam ein Duett zu singen, wird Mamma Agata frech und wirft Corilla ihre Vergangenheit als arme Pastetenverkäuferin und Chorsängerin vor. Corillas Mann Procolo antwortet mit einer Aufzählung der internationalen Ehrungen, die seine Frau erhalten habe. Als Corilla auch Dorotea, der Darstellerin des Romulus, ihre Rechte streitig macht, verlässt diese wütend das Theater, gefolgt vom Tenor Guglielmo.
Die resolute Agata sieht rasch einen Ausweg für die verwaiste Hosenrolle des Romolo: Sie selbst werde das übernehmen. Zwar wissen alle, dass dafür ihre Stimme viel zu tief ist, aber Hauptsache, die Partie ist wieder besetzt. Doch bei der Probe eines Duetts von Agata mit dem zurückgekehrten Tenor platzt auch diesem der Kragen und er weigert sich mit ihr zu singen. Jetzt sieht Procolo, der Gatte der Primadonna, seine Chance gekommen und bietet sich sofort als Ersatz an, auch wenn er eigentlich Bariton ist. Als Ensemblemitglied kann er sich eh besser für die Interessen seiner Frau einsetzen.
Da sorgt ein für Mamma Agata beleidigender Brief des Impresarios an ihre Tochter Luigia für neue Aufregung. Es wird heftig weitergestritten. Schließlich hat niemand mehr Lust weiterzuproben und die Primadonna klagt über Indisponiertheit. Der Theaterinspekteur greift nun zu rabiateren Mitteln und ruft die Gendarmen - Mamma Agata ist empört!

### Zweiter Akt
Mamma Agata fühlt sich als neuer Star am italienischen Opernhimmel. Sie glaubt deshalb auch, vom Impresario einen kräftigen Vorschuss einfordern zu können. Dieser zeigt sich aber keinesfalls geneigt, den Wunsch zu erfüllen. Agata schert dies wenig. Sie wollte nur sehen, wie weit sie gehen kann. Schnell ist sie wieder in die Proben der Operntruppe eingebunden. Dass dabei die beiden Neubesetzungen äußerst dürftige Leistungen zeigen, ist offenkundig.
Zum Schrecken von Komponist und Librettist fordert die Primadonna plötzlich kurz vor Ende der Probe eine Änderung der Handlung, damit sie sich vor ihrem letzten Auftritt länger ausruhen könne. Dann kommt es zu Streitereien darüber, wie man am Ende von der Bühne abgehen solle, und es werden die absurdesten Vorschläge gemacht (im Landauer, zu Pferd, in der Sänfte usw.). Auf einmal platzt auch noch die Nachricht herein, die Stadt habe jede finanzielle Unterstützung gestrichen und den Spielbetrieb untersagt. Alle brechen in Verzweiflung aus und schließlich bleibt ihnen nichts übrig, als sich einfach aus dem Staub zu machen.
(Alternativ-Schluss in einigen modernen Inszenierungen:

Es erweist sich als Glücksfall, Mamma Agata in das Ensemble geholt zu haben. Sie versetzt rasch ihren alten Familienschmuck und hilft der Truppe aus der Patsche. Viva la Mamma!)

## Orchester
Die Orchesterbesetzung der Oper enthält die folgenden Instrumente:
- Holzbläser: zwei Flöten, zwei Oboen, zwei Klarinetten, zwei Fagotte
- Blechbläser: zwei Hörner, zwei Trompeten, drei Posaunen
- Pauken, Schlagzeug: große Trommel, kleine Trommel
- Streicher
- Basso continuo

## Besonderheiten

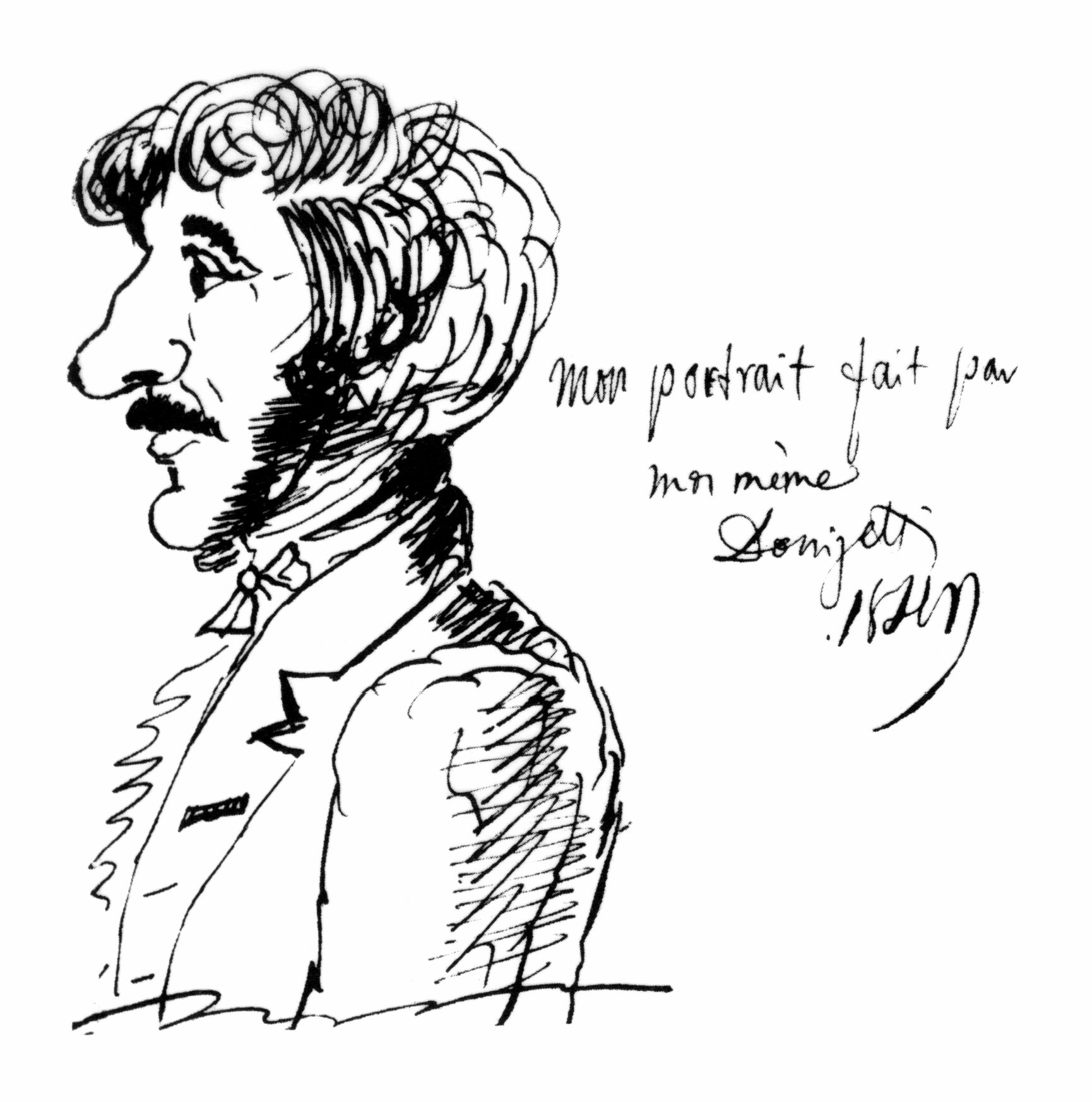
Donizetti auf einer selbst gezeichneten Karikatur

In Le convenienze ed inconvenienze teatrali nimmt Donizetti nicht nur
allgemeine Eigenheiten des Theaterbetriebs oder Allüren bestimmter Sänger aufs Korn, sondern die Oper ist eine ziemlich genaue Persiflage der Gepflogenheiten und Regeln der italienischen Oper seiner Zeit. Dazu zählen bestimmte Rechte, die tatsächlich den Sängern, wie einer prima donna oder seconda donna, zustanden – beispielsweise einen Akt oder die ganze Oper mit einer Arie zu beenden, oder wessen Name auf dem Plakat ganz oben steht. Hinzu kommen Gepflogenheiten, wie die Unterstützung einer jungen Sängerin durch ihre Mutter oder der Primadonna durch ihren Mann, die bei den Proben nicht nur anwesend waren, sondern sich offenbar auch einmischten. Übrigens hatte sich bereits Benedetto Marcello in seiner Theatersatire Il Teatro alla moda (1720) ironisch unter anderem an die „...MÜTTER (sic!; Anm. d. Verf.) von Virtuosinnen, und andere zum Theater gehörende Personen“ gewandt.
Auf der musikalischen Ebene wird der Stil der Opera seria in der Rossini-Zeit mit seinem Koloraturen-Prunk oder den dramatisch aufgeregten Ensembles und militärischen Märschen karikiert. Die von einem Bassbuffo gesungene Figur der Mamma Agata ist eine Verdrehung der damals noch häufig praktizierten Gepflogenheit, für die männliche Hauptrolle anstelle eines Kastraten (primo musico) eine Frau in Hosenrolle in Sopran- oder Altlage singen zu lassen.

Auf Rossini wird einige Male sehr direkt angespielt, vor allem als Mamma Agata im zweiten Akt eine Persiflage der seinerzeit weltberühmten Canzone der Desdemona „Assisa a’ piè d’un salice“ („Am Fuße einer Weide sitzend“) aus Rossinis Otello (1816) zum Besten gibt. Dieses Stück war extrem populär und ein Glanzstück im Repertoire von Stars wie Maria Malibran und Giuditta Pasta. Die Arie wird bei Donizetti nicht nur durch die falsche Stimmlage (Bariton anstelle von Sopran) „verdorben“, auch der Text ist lächerlich grotesk und lautet z. B. in der ersten Zeile „Assisa a’ piè d’un sacco“ („Am Fuß eines Sackes sitzend“). Gleichzeitig macht sich Donizetti in dieser Szene über die damalige Praxis der Einlagearien oder aria di baule lustig, die jeder Sänger einer Hauptrolle einfach nach Wohlgefallen einschieben konnte, wobei der Text manchmal angeglichen wurde.
Donizetti hat aber auch sich selbst nicht ausgespart: Die „lächerliche“ Arie, die zu Beginn von der Primadonna Corilla in übertrieben karikierender Weise gesungen wird, stammt ursprünglich aus Donizettis eigener, durchgefallener Opera seria Elvida, die 16 Monate zuvor am San Carlo uraufgeführt worden war.

## Werkgeschichte

### Urfassung 1827

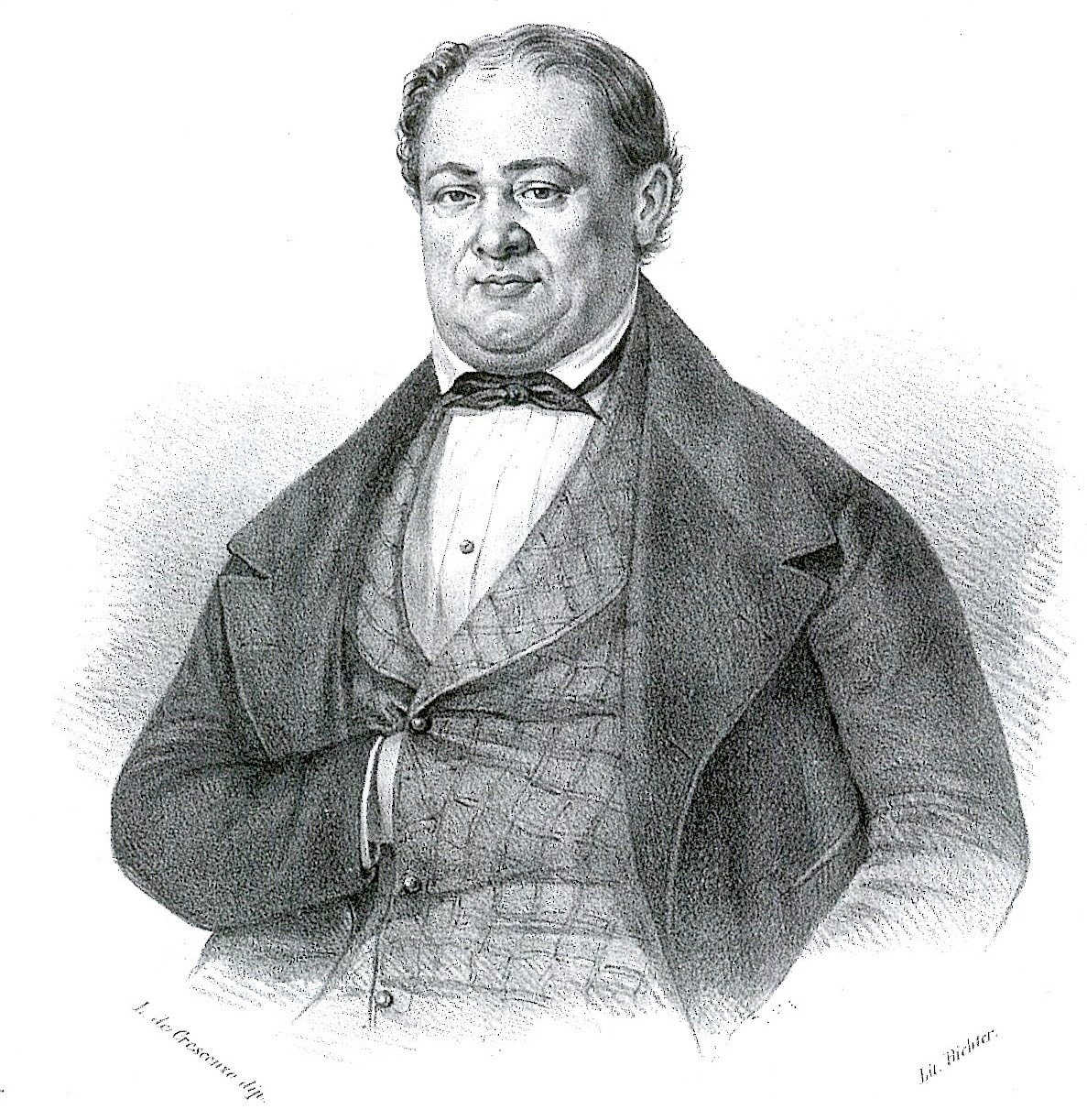
Gennaro Luzio, der erste Darsteller der Mamma Agata

Die Urfassung des Werks war eine einaktige Farsa mit gesprochenen Dialogen, die unter dem Titel Le convenienze teatrali am 21. November 1827 am Teatro Nuovo in Neapel aus der Taufe gehoben wurde. Typisch für dieses Theater war die Mitwirkung mindestens einer neapolitanisch sprechenden Figur, in diesem Fall die witzige Travestie-Rolle der Mamm’Agata, die von dem seinerzeit ungeheuer populären neapolitanischen Bassbuffo Gennaro (oder Gennarino) Luzio verkörpert wurde. Zu den weiteren Sängern zählten Giuditta Grisi (Corilla), Cesare Badiali (Procolo), Domenico Reina (Tenor) und Vincenzo Galli (Dichter). Die Oper war ein Riesenerfolg in Neapel, lief mehrere Jahre hintereinander und wurde auch vom Teatro del Fondo übernommen, wo Hector Berlioz sie 1831 hörte und „extrem amüsant“ fand.

### Version Mailand 1831
Da der Operntypus der neapolitanischen Dialog-Farsa selbst in anderen Regionen Italiens schwerlich mit Erfolg auf die Bühne zu bringen war, überarbeitete und erweiterte Donizetti das Werk später zu einem zweiaktigen dramma giocoso mit Secco-Rezitativen. Diese Fassung wurde erstmals am 20. April 1831 im Teatro della Canobbiana in Mailand gezeigt. Es sangen Fanny Corri-Paltoni (Daria), Minieri (Procolo), Giuseppe Frezzolini (Mamma Agata), Virginia Eden (Luigia), Marietta Gioja-Tamburini (Dorotea), Giuseppe Giordani (Guglielmo), Luigi Fioravanti (Biscroma) und Giovanni Battista Campagnoli (Prospero).
Da das Thema der Oper eine Karikatur der Theaterleute und bestimmter Gegebenheiten ist, die sich abhängig von Ort und Zeit etwas ändern können, kam es von Anfang an zu lokalen Varianten der Handlung.

### 20. und 21. Jahrhundert
Nach längerem Vergessen gab es 1963 in Siena eine erste Wiederaufführung von Le convenienze ed inconvenienze teatrali. Die Oper entwickelte sich zu einem der großen Erfolge der Donizetti-Renaissance.
In anderen Ländern wurde die Oper häufig in Übersetzungen auf die Bühne gebracht, weil sonst zahlreiche Gags dieser Parodie auf den Opernbetrieb nicht zünden würden. Auch wird die Handlung manchmal in die Gegenwart verlegt, wobei auch lokale Besonderheiten berücksichtigt und einzelne Figuren umbenannt werden.
William Ashbrook brachte 1966 eine englische Übersetzung der Urfassung von 1827 an der Indiana State University (Terre Haute, Indiana) heraus, unter dem Titel: An Unconventional Rehearsal („Eine unkonventionelle Probe“). Diese Fassung wurde 1968 durch Thomas Phillipps um einige Stücke aus der zweiaktigen Version von 1831 erweitert und zuerst an der University of New Mexico gespielt. In London gab es Inszenierungen unter diversen Titeln wie Upstage and Downstage oder The Prima Donna’s Mother is a Drag („Die Mutter der Primadonna ist eine Belastung/eine Drag Queen“ (sic! - Wortspiel mit dem Wort drag)).
Im deutschsprachigen Raum wird das Werk ebenfalls oft in einer deutschen Übersetzung aufgeführt. Die Erstaufführung einer deutschen und inhaltlich veränderten Bearbeitung von Horst Goerges und Karlheinz Gutheim unter dem Titel Viva la Mamma! fand am 18. Februar 1969 als Produktion der Bayerischen Staatsoper im Münchner Cuvilliés-Theater unter der musikalischen Leitung von Heinrich Bender und der Regie von Helmut Käutner statt. Unter demselben Titel wurde die Oper auch 1975 in San Francisco und an anderen Orten aufgeführt. 1990 gab es eine Produktion mit Montserrat Caballé (Corilla) und Juan Pons (Mamm’Agata) in Peralada.

## Aufnahmen (Auswahl)
- Gaetano Donizetti: Le convenienze teatrali (+ Betly, 1836) (einaktige Fassung 1827 mit Dialogen !), mit Maria Angeles Peters (Daria), Roberto Scaltriti (Procolo), Domenico Trimarchi (Mamma Agata), Susanna Rigacci (Luigia), Sergio Tedesco (Guglielmo Antolstoinolonoff) u. a., Coro del Teatro Rossini di Lugo, Orchestra Sinfonica dell’Emilia Romagna, Dir.: Bruno Rigacci (Bongiovanni, 1990; wiederveröffentlicht 2013; CD)

- Gaetano Donizetti: Le convenienze ed inconvenienze teatrali (Zweiakter 1831 mit Secco-Rezitativen !), mit Daniela Dessi (Corilla), Franco Sioli (Procolo), Simone Alaimo (Mamma Agata), Lauretta Perasso (Luigia),  William Matteuzzi (Guglielmo Antolstoinolonoff), Chor der Opera Giocosa di Genova, Sinfonica Estense, Dir.: Antonello Allemandi (Sarx, 1981; CD)